# Charles Grenzbach
Charles Grenzbach (Nova Iorque, 29 de dezembro de 1923 — Palm Desert, 29 de março de 2004) é um sonoplasta estadunidense. Venceu o Oscar de melhor mixagem de som na edição de 1987 por Platoon, ao lado de John Wilkinson, Richard Rogers e Simon Kaye.